# Anacis hercana
Anacis hercana är en stekelart som först beskrevs av Porter 1967.  Anacis hercana ingår i släktet Anacis och familjen brokparasitsteklar. Inga underarter finns listade i Catalogue of Life.